# غاري نوفاك
غاري نوفاك (بالإنجليزية: Gary Novak)‏ هو موسيقي أمريكي، ولد في 6 أغسطس 1969 في شيكاغو في الولايات المتحدة.

## وصلات خارجية
- غاري نوفاك على موقع IMDb (الإنجليزية)
- غاري نوفاك على موقع ميوزك برينز (الإنجليزية)
- غاري نوفاك على موقع ديسكوغز (الإنجليزية)